# Козырев, Станислав Сергеевич
Станислав Сергеевич Козырев (22 марта 1987, Орёл) — российский футболист, вратарь. Известен по выступлениям в первом и втором дивизионах чемпионата России, а также в высшей лиге Литвы.

## Биография
Воспитанник СДЮСШОР г. Орла. С 15-летнего возраста выступал на любительском уровне в составе московской «Ники». В 2004 году начал профессиональную карьеру в составе подмосковного «Сатурна», сыграл пять матчей в турнире дублирующих составов. Затем снова выступал за «Нику», уже на профессиональном уровне. В 2006 году дебютировал на уровне первого дивизиона в составе «Терека».
В 2007 году выступал в высшей лиге Литвы в составе вильнюсской «Ветры», сыграл 17 матчей. Команда заняла пятое место по итогам сезона. Также принимал участие в матчах Кубка Интертото.
В дальнейшем выступал в первом дивизионе России за «Кубань» и «Химки», а также за команды второго дивизиона. Неоднократно работал под руководством тренера Александра Тарханова, в том числе в «Сатурне», «Нике», «Тереке» «Ветре», «Кубани» и «Химках». В последние годы выступал за команду из своего родного Орла, а также ряд других команд центральной России. В сезоне 2016/17 стал победителем зоны «Центр» второго дивизиона в составе курского «Авангарда».
В 2004 году призывался в состав юношеской сборной России. Также призывался в команду 1986 г. р., был дублёром Игоря Акинфеева.